# Битва при Престоне (1715)
Битва при Престоне (9—14 ноября 1715) — сражение между якобитами и правительственными войсками Великобритании, которое произошло в ходе восстания 1715 года. Сторонники Джеймса Стюарта во главе с Томасом Форстером были разбиты у города Престон в Ланкашире и капитулировали. По некоторым данным, это было последнее сражение на английской земле.

## Сражение
Осенью 1715 года отряд якобитов, поддерживавших Джеймса Стюарта, вторгся из Шотландии в Англию. В пути он рос в размерах за счёт приверженцев претендента, так что в начале ноября, когда повстанцы достигли Престона в Ланкашире, их было около четырёх тысяч. Командовал ими Томас Форстер, сквайр из Нортумберленда с минимальным военным опытом; он получил свой пост только потому, что был протестантом. Узнав о приближении генерала правительственной армии Чарльза Уиллса с шестью полками, он оставил сильную позицию у Риббл-бридж в полумиле от Престона и занял оборону в городе, совершив таким образом серьёзную ошибку.
Якобиты забаррикадировали главные улицы Престона. Ружейным огнём с баррикад и из окон домов они отбили первую атаку врага, нанеся ему тяжёлые потери. Тогда Уиллс приказал поджечь город, рассчитывая, что огонь перекинется на позиции повстанцев. За ночь многие якобиты покинули Престон. 13 ноября Уиллс получил подкрепление из Ньюкасла, которым командовал Джордж Карпентер, и смог окружить город. Потери повстанцев были относительно невелики, но их положение стало безнадежным, и полковник Генри Оксбург посоветовал Форстеру начать переговоры о сдаче на определенных условиях. Его поддержал английский вельможа Джеймс Рэдклифф, 3-й граф Дервентуотер. Шотландцы, узнав об этом, прошли маршем по улицам, пригрозив расправой всем сторонникам капитуляции. Тем не менее утром 14 ноября Форстер согласился сдаться без каких-либо условий. Уиллс ответил, что примет это предложение, только если оно распространяется и на шотландцев, и те после обсуждения согласились.
В итоге сдались 1468 якобитов (из них англичан 463). Джордж Сетон, 5-й граф Уинтон, Уильям Гордон, 6-й виконт Кенмур, Уильям Максвелл, 5-й граф Нитсдейл, Джеймс Рэдклифф, 3-й граф Дервентуотер, и Уильям Мюррей, 2-й лорд Нэрн, оказавшиеся в числе пленных, позже были приговорены к казни за государственную измену, но Уинтон и Нитсдейл смогли бежать из Тауэра. Пэры были обезглавлены на Тауэрском холме, полковника Оксбурга подвергли казни через повешение, потрошение и четвертование. Все выжившие пленные, кроме Мак-Грегоров, получили помилование в 1717 году.